# Новокуркино (Башкортостан)
Новоку́ркино (Новоабдульменево; баш. Яңы Куркино) — урочище на месте упразднённой в 2005 году деревни Салаватского района Башкортостана, входившей в год упразднения в состав Лагеревского сельсовета. Сохранились отдельные дворы.

## География
Располагалась в правобережье реки Малой Лази, в 9 км к северо-востоку от райцентра и 28 км к северо-западу от ж.-д. ст. Мурсалимкино.

### Географическое положение
Расстояние до:
- районного центра (Малояз): 9 км,
- центра сельсовета (Лагерево): ? км,
- ближайшей ж/д станции (Мурсалимкино): 28 км.

## История
Основана как выселок жителями д. Абдульменево (Старокуркино) после 1842 года. В 1906 Новоабдульменево в Сикиязской волости Златоустовского уезда Уфимской губернии.
В 1939 году учтена как Новокуркино, центр Новокуркинского сельсовета.
Упразднена Законом № 211-з «О внесении изменений в административно-территориальное устройство Республики Башкортостан в связи с образованием, объединением, упразднением и изменением статуса населённых пунктов, переносом административных центров» от 20 июля 2005 года.

## Население
| 1920      | 2002 |
| --------- | ---- |
| 445 семья | ↘4   |

### Историческая численность населения
В 1859 учтено 59 жителей, в 1906 — 225 человек, в 1920 — 91, в 1939—376, в 1959—234, в 1969 — 216, в 1979 — 88, в 1989 — 13, в 2002 — 4 человека.

### Национальный состав
Согласно переписи 2002 года, преобладающая национальность — русские (100 %).

## Инфраструктура
В 1896 была школа. В 1906 — земская школа, бакалейная лавка. В 1910 построена церковь.